# Редкозубов, Валерий Анатольевич
Вале́рий Анато́льевич Редкозу́бов (род. 20 июля 1972, Гуково, Ростовская область) — российский горнолыжник, двукратный паралимпийский чемпион и трёхкратный бронзовый призёр зимних Паралимпийских игр (2014, 2018). Обладатель Кубка мира. Многократный чемпион России. Заслуженный мастер спорта России (14 марта 2014 года).

## Биография
Когда Валерию Редкозубову было три года, его семья переехала в Норильск, где отец работал в шахте, а мать была заведующей столовой. Из окна его нового дома была видна гора, с которой на лыжах спускались спортсмены-лыжники. Это определило выбор спорта, и с 1982 года Редкозубов стал заниматься горными лыжами, записавшись в горнолыжную спортивную секцию.
После окончания школы и службы в армии работал на руднике — сначала слесарем, сварщиком, а потом — бурильщиком шпуров. Когда ему исполнился 31 год, на руднике произошло чрезвычайное происшествие — взрыв (сработала отказная взрывчатка). Взрывная волна накрыла Редкозубова, он лишился правого глаза и стал слабовидящим. Это произошло в апреле 2003 года, за полгода до уже назначенной свадьбы, но невеста не отказалась от сделанного ею выбора. Редкозубов получил инвалидность (первая группа, третья степень). С 2007 года стал заниматься паралимпийским спортом. Тренеры — Вячеслав Молодцов (личный тренер), Александр Назаров (тренер сборной).
Успешным для Валерия Редкозубова было выступление на XI Паралимпийских зимних играх в Сочи в 2014 году (на церемонии открытия которой он был знаменосцем): две золотые и бронзовая медали.

## Спортивные достижения

### Паралимпийские игры
- Золото (Сочи, 2014 год) — горные лыжи, слалом (среди спортсменов с нарушением зрения)
- Золото (Сочи, 2014 год) — горные лыжи, суперкомбинация (среди спортсменов с нарушением зрения)
- Бронза (Сочи, 2014 год) — горные лыжи, гигантский слалом (среди спортсменов с нарушением зрения)
- Бронза (Пхёнчхан, 2018 год) — горные лыжи, суперкомбинация (среди спортсменов с нарушением зрения)
- Бронза (Пхёнчхан, 2018 год) — горные лыжи, слалом (среди спортсменов с нарушением зрения)

## Награды
- Орден «За заслуги перед Отечеством» IV степени (2014 год) — за большой вклад в развитие физической культуры и спорта, высокие спортивные достижения на XI Паралимпийских зимних играх 2014 года в городе Сочи[9][10]
- Медаль ордена «За заслуги перед Отечеством» I степени (2018 год) — за высокие спортивные достижения на XII Паралимпийских зимних играх в городе Пхенчхане (Республика Корея), проявленные волю к победе, стойкость и целеустремленность[11]

## Семья
С 2003 года Редкозубов женился на Элине, продавце в спортивном магазине.